# ホライズン計画
ホライズン計画（ホライズンけいかく、英語: Project Horizon、フランス語: Programme Horizon、イタリア語: Programma Orizzonte）は、フランス・イタリアによって共同開発されたミサイル駆逐艦。建造計画自体は共通新世代フリゲート（英語: Common New Generation Frigate, CNGF）と称される。
計画当初はイギリスも参加した3ヶ国共同計画であり、艦種もフリゲートとされていたが、後にフランスとイタリアの両国の共同計画となり、フランス海軍のフォルバン級駆逐艦と、イタリア海軍のアンドレア・ドーリア級駆逐艦が建造された。なお実際に建造された艦は、いずれも北大西洋条約機構（NATO）のペナント・ナンバーでは駆逐艦を意味する"D"の符号を付されている。

## 来歴
1980年代、NATO加盟8ヶ国（フランス、西ドイツ、イタリア、オランダ、スペイン、カナダ、イギリス、アメリカ）の海軍は、NFR-90構想を開始した。これは、各国海軍が保有する1960年代型水上戦闘艦の老朽化が進んでいたことから、これらの代替艦として、NATOで共通のフリゲートを設計・採用し、50隻以上におよぶ大量建造を行なうことによって、相互運用性を向上させ、またコストを削減しようというものであった。しかし計画の進行とともに各国の要望事項の差異が顕在化し、1989年、まずイギリスが、ついでフランスとイタリアが計画から離脱した。残る5ヶ国は計画の続行を試みたものの、1990年1月18日、計画のキャンセルが決定された。
1989年にNFR-90計画から脱退した後、イギリスは独自に次期防空艦の開発を進めていた。NFR-90計画の崩壊後、フランスもやはりシュフラン級駆逐艦の後継となる防空艦を模索していたことから、1990年9月から10月にかけて両国の国防大臣が覚書を取り交わし、英仏将来フリゲート（Anglo-French Future Frigate, A3F）計画が開始された。またイタリアも、1991年4月にはオブザーバー参加し、1993年1月には正式参加を決定した。4月にはホライズン共同計画事務局（Joint Project Office）の設置も決定され、1994年7月には参加各国間で合意覚書（MoU）が取り交わされた。

## 計画
ホライズン計画では、独自の艦対空ミサイルを採用した対空武器システムとしてのPAAMSを共同開発し、これを共通設計の船体に搭載することとしていたが、細部の武装については各国が独自のものを搭載する計画であった。しかし、イギリスとフランス・イタリアでは、多くの点で差異があった。例えばPAAMSの中核となる多機能レーダーは、フランス・イタリアがCバンドを使用して精密走査に重点を置いたEMPARを推したのに対して、イギリスは長距離探知の可能なSバンドのSAMPSONを要求した。また戦術情報処理装置についても、フランス・イタリアは空母「シャルル・ド・ゴール」のSENIT 8を元にしたHEPICSを推していたのに対し、イギリスは23型フリゲートに搭載されたSSCSと同様の分散処理化システムを志向していた。
そして両陣営の対立が決定的となったのが船体の建造であった。設計面でも、被害局限化の観点から上部構造物を前後に分離するイギリスに対し、フランスはステルス性の観点から1つにまとめることを主張した。また建造に当たってのワークシェアリングでも対立があったと言われている。最終的に、1999年4月、イギリスは計画からの離脱を発表した。同年9月、フランスとイタリアは計画の続行で合意し、ホライズン駆逐艦を共同開発する覚書に調印した。2000年8月には、フランスのDCN・トムソンCSFとイタリアのフィンカンティエリ・フィンメッカニカによってホライズン合弁会社が設立され、フランスはフォルバン級駆逐艦、イタリアはアンドレア・ドーリア級駆逐艦を2隻ずつ発注した。
なお、ホライズン計画から脱退したイギリスだが、PAAMSの開発には残留し、同システムを搭載した45型駆逐艦を6隻建造している。